# Bruno (nome)
Bruno  è un nome proprio di persona italiano maschile.

## Varianti
- Alterati: Brunone, Brunello, Brunetto[2], Brunino
- Femminili: Bruna[1]
  - Alterati: Brunella[3], Brunetta, Brunina

### Varianti in altre lingue
- Croato: Bruno[1]
  - Femminili: Bruna[1]
- Francese: Bruno[1]
- Lussemburghese: Broen[1]
- Polacco: Bruno[1], Brunon
- Portoghese: Bruno[1]
  - Femminili: Bruna[1]
- Spagnolo: Bruno[1]
  - Femminili: Bruna[1]
- Tedesco: Bruno[1]

## Origine e diffusione
Dal nome medievale Bruno che, come accadeva spesso nell'onomastica antica, allude chiaramente al colore dei capelli. Etimologicamente, il termine bruno deriva dal germanico brun (braun in tedesco moderno), col significato letterale di "colore scuro".

## Onomastico
L'onomastico ricorre il 6 ottobre in ricordo di san Bruno di Colonia monaco, fondatore dei certosini. Si ricordano con questo nome anche, alle date seguenti:
- 2 febbraio, san Bruno, duca di Sassonia, uno dei Martiri di Ebstorf
- 14 febbraio, san Bruno vescovo, martire in Prussia
- 9 marzo, san Brunone Bonifacio, camaldolese, vescovo di Querfurt, discepolo di san Romualdo, apostolo e martire nel 1009, detto anche "san Bonifacio di Russia"[4]
- 11 marzo, san Brunetto da Prato
- 27 maggio, san Bruno di Würzburg, vescovo[4]
- 18 luglio, san Bruno di Segni, vescovo e confessore nel Lazio, abate di Montecassino[4]
- 21 agosto, beato Bruno Giovanni Zembol, laico professo dell'Ordine dei Frati Minori, martire a Dachau nel 1942[4]
- 11 ottobre, san Bruno I di Colonia detto "il Grande", vescovo[4]
- 1º dicembre, beata Maria Rosa di Gesù, al secolo Bruna Pellesi, suora francescana[5]

## Persone

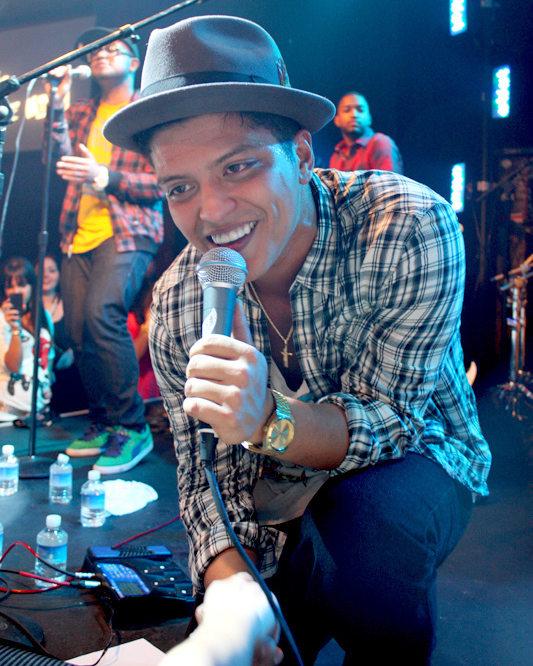
Bruno Mars

Bruno Zevi

- Bruno Alessandro, attore, doppiatore e direttore del doppiaggio italiano
- Bruno Barbieri, cuoco e personaggio televisivo italiano.
- Bruno Boscardin, ciclista su strada italiano naturalizzato svizzero
- Bruno Bozzetto, animatore, fumettista, regista, sceneggiatore e produttore cinematografico italiano
- Bruno Corbucci, regista e sceneggiatore italiano
- Bruno di Colonia, monaco e santo tedesco
- Bruno Ganz, attore svizzero
- Bruno Giacomelli, pilota automobilistico italiano
- Bruno Lauzi, cantautore, compositore, poeta, scrittore e cabarettista italiano
- Bruno Mars, cantante statunitense
- Bruno Munari, artista, designer e scrittore italiano
- Bruno Mussolini, aviatore italiano
- Bruno Pizzul, calciatore e giornalista italiano
- Bruno Soares, tennista brasiliano
- Bruno Vespa, giornalista, conduttore televisivo e scrittore italiano
- Bruno Zambrini, musicista e produttore discografico italiano
- Bruno Zevi, architetto, urbanista, storico e critico d'arte italiano

### Variante Brunetto

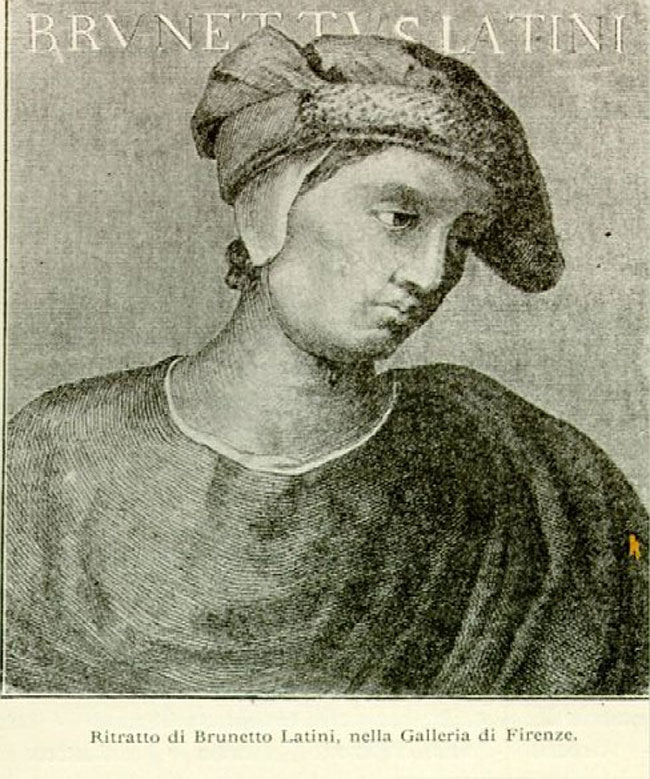
Brunetto Latini

- Brunetto Brunetti, carabiniere italiano
- Brunetto Bucciarelli-Ducci, politico e magistrato italiano
- Brunetto Casini, editore ed esperantista italiano
- Brunetto Latini, scrittore, poeta, politico e notaio italiano
- Brunetto Paltrinieri, ciclista su strada italiano
- Brunetto Salvarani, teologo, saggista e critico letterario italiano

### Variante Brunello
- Brunello Cocciuti, calciatore italiano
- Brunello Cucinelli, stilista e imprenditore italiano
- Brunello Rondi, sceneggiatore e regista italiano
- Brunello Spinelli, pallanuotista italiano
- Brunello Vigezzi, storico italiano

### Variante femminile Bruna

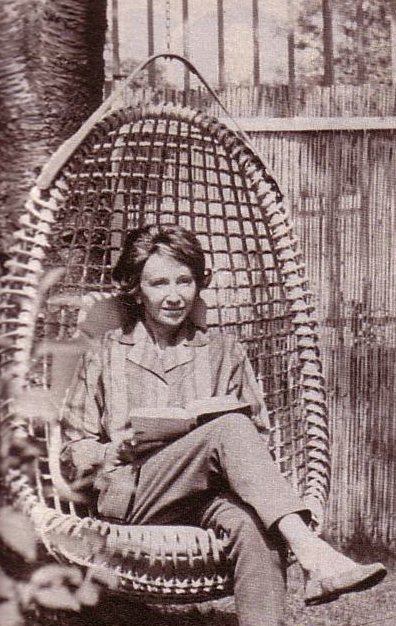
Brunella Gasperini

- Bruna Baglioni, mezzosoprano italiano
- Bruna Bertolini, cestista italiana
- Bruna Bianchi, vero nome di Una Chi, scrittrice e traduttrice italiana
- Bruna Bianco, poetessa e avvocato brasiliana
- Bruna Castagna, mezzosoprano italiano
- Bruna Colombetti-Peroncini, schermitrice italiana
- Bruna Dradi, partigiana italiana
- Bruna Genovese, atleta italiana
- Bruna Lelli, cantante italiana
- Bruna Lombardi, attrice, conduttrice televisiva e poetessa brasiliana
- Bruna Pellesi, religiosa italiana

### Variante femminile Brunella

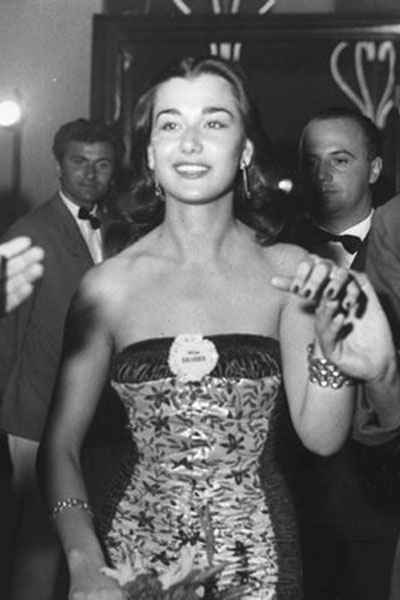
Brunella Tocci

- Brunella Andreoli, attrice comica italiana
- Brunella Borciani, cantante italiana
- Brunella Bovo, attrice italiana
- Brunella Gasperini, giornalista e scrittrice italiana
- Brunella Tocci, giornalista, conduttrice televisiva e scrittrice italiana

## Il nome nelle arti
- Bruno è un personaggio ricorrente nel Decamerone di Giovanni Boccaccio.
- Donna Brunetta è un personaggio della quarta novella della sesta giornata del Decamerone di Giovanni Boccaccio.
- Bruno è un personaggio ideato ed interpretato dall'attore comico britannico Sacha Baron Cohen.
- Bruno è un personaggio della serie Pokémon.
- Bruno è il protagonista del film del 1994 La bella vita, diretto da Paolo Virzì.
- Bruno è un personaggio del film del 1995 I laureati, diretto da Leonardo Pieraccioni.
- Bruno Cortona è il protagonista del film del 1962 Il sorpasso, diretto da Dino Risi.
- Bruno Fioretti "Mandrake" è il protagonista dei film Febbre da cavallo (1976, regia di Steno) e Febbre da cavallo - La mandrakata (2002, regia di Carlo Vanzina).
- Bruno Michelucci è un personaggio del film del 2010 La prima cosa bella, diretto da Paolo Virzì.
- Bruno Ricci è un personaggio del film del 1948 Ladri di biciclette, diretto da Vittorio De Sica.
- Bruno Sacchi è un personaggio della serie televisiva I ragazzi della 3ª C.
- Bruno Bucciarati è un personaggio di Le bizzarre avventure di JoJo.
- Bruno Madrigal è un personaggio del film d'animazione Encanto.
- Orco Bruno è un personaggio della serie tv Melevisione.